# 伊萬尼夫卡 (沃夫昌斯克市鎮)
50°14′48″N 37°15′57″E / 50.24667°N 37.26583°E
伊萬尼夫卡（烏克蘭語：Іванівка）是位於烏克蘭東部的村莊，由哈爾科夫州丘胡伊夫区的沃夫昌斯克市鎮負責管轄。該村始建於1650年，面積0.83平方公里，海拔高度135米，2001年人口522，人口密度每平方公里628.2人。